# John Bennett (pilote automobile)
Pour les articles homonymes, voir John Bennett.
John Bennett, né le 15 septembre 2003 à Salisbury, est un pilote automobile britannique. Il participe depuis décembre 2024 au championnat de Formule 2 et a participé la même année au championnat de Formule 3 britannique où il a terminé vice-champion.

## Biographie

### Débuts en sport automobile
John Bennett commence sa carrière en sport automobile en 2019, où il prend part à quelques courses de Porsche 911 2.0L Cup où il inscrit 84 points. En 2020, il participe au championnat Ginetta GT5 Challenge. Il décroche trois podiums et un meilleur tour pour sa première saison et se classe dixième du championnat. L'année suivante, il remporte cinq victoires, monte sur dix podiums et décroche deux pole positions, ce qui lui permet de terminer vice-champion avec un total de 411 points.

### Formule 3 britannique

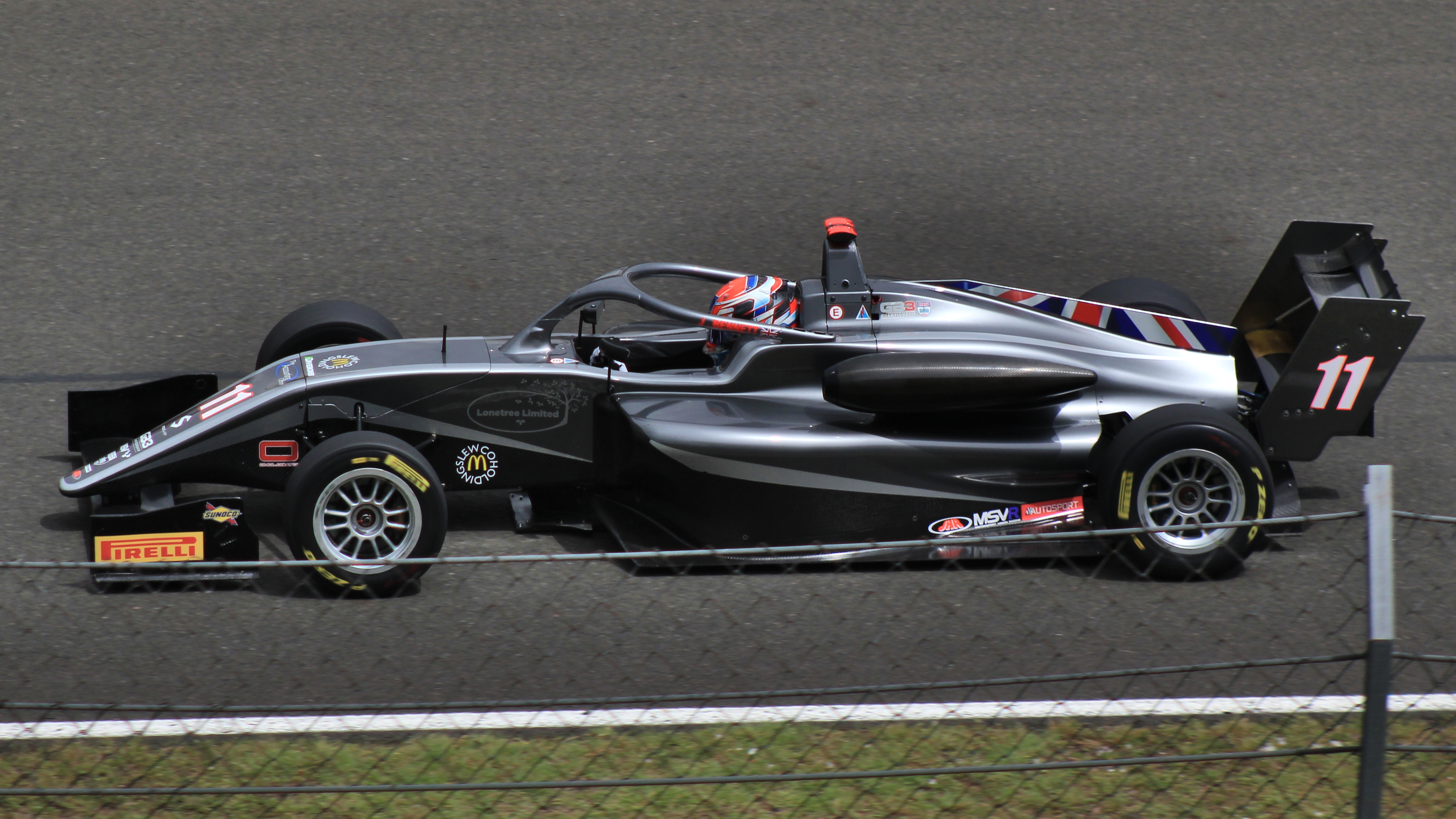
John Bennett en F3 britannique en 2024 sur le Hungaroring.

John Bennett fait ses débuts en monoplace en 2022 dans le championnat de Formule 3 britannique où il rejoint les rangs de l'écurie Elite Motorsport. Pour sa première saison, ses résultats s'avère assez réguliers tout au long de la saison et monte sur son premier podium lors de la course finale à Donington Park. Il se classe huitième du championnat avec 262,5 points. En 2023, il se tourne vers Rodin Carlin où son objectif dès le début de saison est de "se battre pour le titre". Sa saison est cependant moins aboutie que la première, avec deux pole positions et un podium à Silverstone. Il se classe dixième du championnat avec 217 points,.
En 2024, il change de nouveau d"écurie et rejoint JHR Developments. Il remporte sa première victoire à Oulton Park avant d'en remporter deux autres à Zandvoort et à Silverstone. Il monte à onze reprises sur le podium tout au long de la saison et réalise à quatre reprises un double podium à Oulton Park, Spa-Francorchamps, Silverstone et Brands Hatch. Il termine vice-champion derrière Louis Sharp avec 456 points. En octobre, il dispute les essais d'après-saison de la Formule 3 FIA avec Van Amersfoort Racing.

### Formule Régionale
En 2024, Bennett fait un passage en Formule Régionale où il participe durant l'hiver au championnat du Moyen-Orient dans l'écurie Evans GP aux côtés de l'Australien Costa Toparis et du Français Edgar Pierre. Sa campagne est très difficile avec un seul point inscrit lors de la course finale sur le Dubai Autodrome. Il se classe vingt-troisième du championnat.
Durant la saison principale, il prend part à une manche du championnat d'Europe à Zandvoort avec KIC Motorsport, où il remplace Costa Toparis. Il termine seizième de la première course du week-end puis abandonne le lendemain lors de la seconde course après avoir dû arrêter sa voiture après seulement deux tours. 

### Formule 2

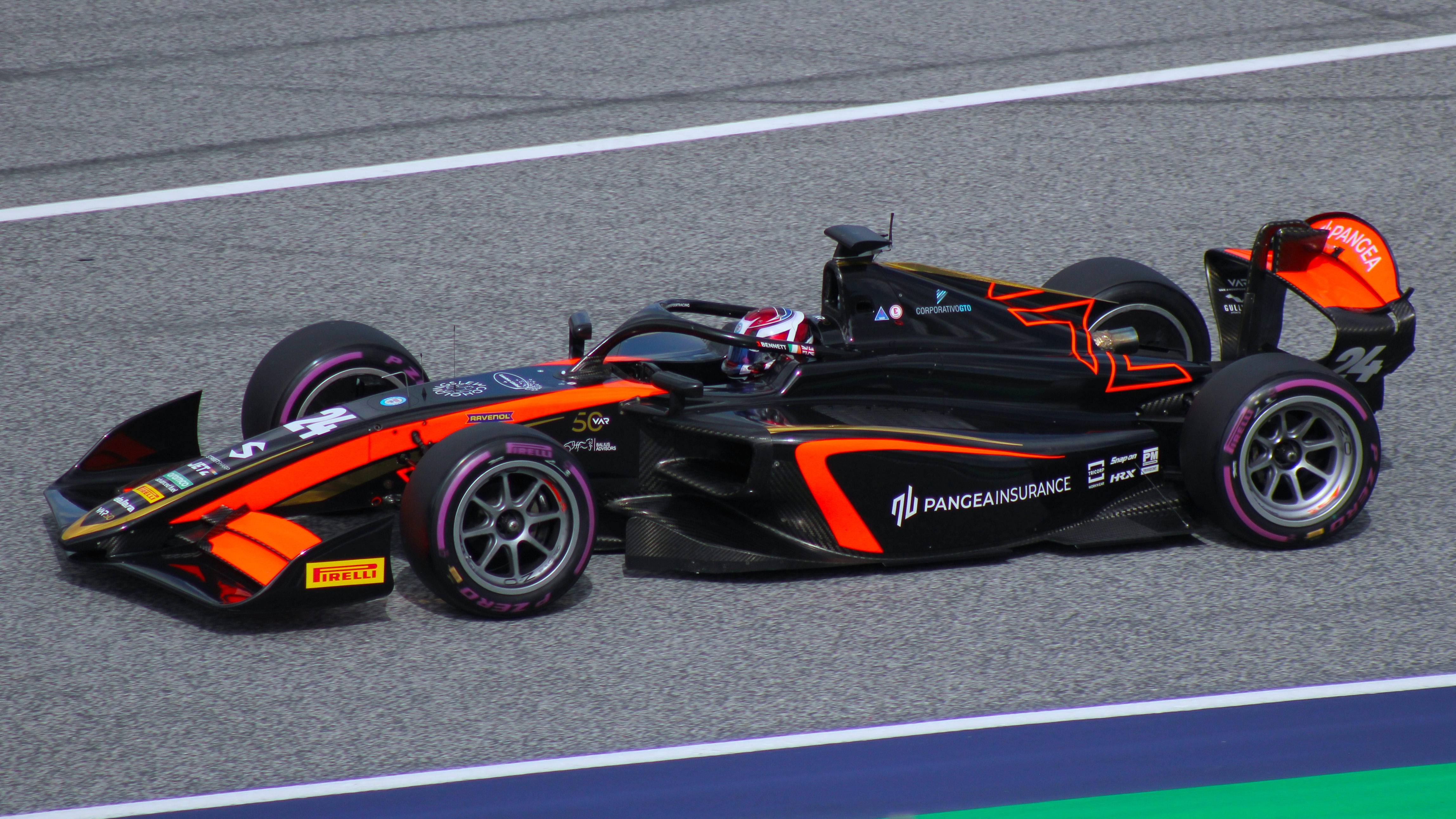
John Bennett en Formule 2 en 2025 à Spielberg.

En fin de saison 2024, Bennett est promu en Formule 2 par Van Amersfort Racing, où il remplace Enzo Fittipaldi qui a quitté le championnat avant son terme . Au départ de la course principale de Losail, il cale sur la grille de départ et se retrouve relégué à un tour de retard. Grâce à une intervention de la voiture de sécurité, il rattrape son tour de retard puis entame une remontée folle pour finalement terminer huitième de la course et marquer ses premiers points pour son premier week-end de course dans le championnat,. Il se classe vingt-huitième du championnat avec 4 points.
Pour la saison 2025, il est confirmé par Van Amersfoort et devient le premier pilote promu en provenance directe de la F3 britannique.

## Carrière

### Résultats en monoplace
| Saison | Championnat                                 | Écurie                | Courses | Victoires | Pole positions | Meilleurs tours | Podiums | Points | Classement |
| ------ | ------------------------------------------- | --------------------- | ------- | --------- | -------------- | --------------- | ------- | ------ | ---------- |
| 2019   | Porsche 911 2.0L Cup                        | écurie inconnue       | 4       | 0         | 0              | 0               | 0       | 84     | 20e        |
| 2020   | Ginetta GT5 Challenge                       | Elite Motorsport      | 14      | 0         | 0              | 1               | 3       | N/A    | 10e        |
| 2021   | Ginetta GT5 Challenge                       | Elite Motorsport      | 18      | 5         | 2              | 4               | 10      | 411    | 2e         |
| 2022   | Championnat de Grande-Bretagne de Formule 3 | Elite Motorsport      | 24      | 0         | 0              | 0               | 1       | 262,5  | 8e         |
| 2023   | Championnat de Grande-Bretagne de Formule 3 | Rodin Carlin          | 23      | 0         | 2              | 0               | 1       | 217    | 10e        |
| 2024   | Formule Régionale Moyen-Orient              | Evans GP              | 15      | 0         | 0              | 0               | 0       | 1      | 23e        |
| 2024   | Championnat de Grande-Bretagne de Formule 3 | JHR developments      | 23      | 3         | 3              | 5               | 11      | 456    | 2e         |
| 2024   | Formule Régionale Europe                    | KIC Motorsport        | 2       | 0         | 0              | 0               | 0       | 0      | 30e        |
| 2024   | Formule 2                                   | Van Amersfoort Racing | 4       | 0         | 0              | 0               | 0       | 4      | 28e        |
| 2025   | Formule 2                                   | Van Amersfoort Racing | 19      | 0         | 0              | 0               | 0       | 0      | 20e        |